# Миллион Мэдигана
«Миллион Мэдигана» (англ. Madigan's Million) — фильм совместного производства Италия — Испания — США. Кинокомедия. Съёмки проходили в Риме в 1966 году. В итальянском прокате имеет оригинальное авторское название «Один доллар за 7 подлецов» (итал. Un dollaro per 7 vigliacchi).

Режиссёр — Жорджио Джентили, англоязычная версия подготовлена Стэнли Прагером.

По различным обстоятельствам вышел в прокат в Европе в 1968 году, в США — в 1969 году.

## Сюжет
Один из стареющих боссов мафии Майк Мэдиган (Ромеро) депортирован из США в Италию. На своей исторической родине он умирает, унося с собой тайну одного миллиона долларов, который ему удалось укрыть от Дяди Сэма. Агент Джейсон Фистер (Хоффман) направлен Министерством финансов США выяснить судьбу денег и вернуть их в казну. Беда в том, что никто не принимает молодого и тщедушного Фистера за правительственного чиновника с особыми полномочиями. Это порождает много смешных эпизодов, традиционных для ситкома и комедии положений.